# Kirchheim bei München
Kirchheim bei München (amtlich: Kirchheim b.München) ist eine Gemeinde im Landkreis München in Bayern. Die Gemeinde wurde nach dem Hauptort benannt. Im Dialekt wird Kirchheim als Kiram ausgesprochen.
Die oberbayerische Gemeinde liegt nordöstlich von München in der Nähe des Autobahnkreuzes München-Ost zwischen A 94 und A 99.

## Geografie
Die Gemeinde befindet sich im Osten der Münchner Schotterebene. Sie ist fast komplett eben und befindet sich in einer Höhe zwischen etwa 524 m (Südrand des Gemeindegebiets) und 499 m (Speichersee). Das Gemeindegebiet umfasst heute keine natürlichen Oberflächengewässer mehr. Der Abfanggraben, der Mittlere-Isar-Kanal, der Heimstettener See und der Ismaninger Speichersee sind künstliche Gewässer. Der Grundwasserpegel ist in der Gemeinde Kirchheim etwa zwischen 5 und 6 Meter unter Grund.
Die Gemeinde hat drei Gemeindeteile (in Klammern ist der Siedlungstyp angegeben):
- Hausen (Dorf)
- Heimstetten (Pfarrdorf)
- Kirchheim (Pfarrdorf)

Im Gemeindegebiet gibt es die Gemarkungen Kirchheim und Kirchheim b.München.

### Natur
Folgende Schutzgebiete berühren das Gemeindegebiet:
- Landschaftsschutzgebiet LSG Grünzug nördlich Aschheim im Gebiet der Gemeinden Aschheim und Kirchheim bei München (LSG-00343.01)
- Vogelschutzgebiet (Vogelschutzrichtlinie der EU) Ismaninger Speichersee und Fischteiche (7736-471)

## Geschichte
Das heutige Gemeindegebiet von Kirchheim war schon seit frühesten Zeiten besiedelt. Die bisher frühesten Siedlungsreste – aus der frühen Keltenzeit – wurden beim Bau des neuen Heimstettener Sportzentrums nordwestlich Heimstettens gefunden. Seither war das Gemeindegebiet durchgängig besiedelt, was durch zahlreiche Funde, die bei Bauarbeiten zu Tage traten, belegt ist.

### Kirchheim
Die Kirchheimer Siedlung wurde im 6. oder 7. Jahrhundert gegründet, wurde aber wohl im 9. Jahrhundert zur Pfarrkirche St. Andreas verlegt. Der Name deutet auf ein früher bewaldetes Gebiet hin, wofür die früheren Schreibweisen des Namens („hayn, hain“) wie auch die in einer Schenkungsurkunde aus dem Jahr 1328 ersichtliche Waldnutzung sprechen. Bis zur Säkularisation Anfang des 19. Jahrhunderts gehörten die landwirtschaftlichen Anwesen verschiedenen Klostern (z. B. dem Angerkloster in München, dem Kloster Schäftlarn oder dem Kloster Rott) sowie wohlhabenden Bürgern. Erst nach der Säkularisation gingen die Anwesen in den Besitz der Bauern über. Bereits in den 1870er Jahren hatte Kirchheim eine Freiwillige Feuerwehr, die von Heimstetten wurde am 1. Mai 1878 gegründet. Im Jahre 1898 wurden erstmals 6 Kirchheimer Anwesen (von ca. 30) an das Stromnetz angeschlossen. Die Straßenbeleuchtung wurde mit drei Bogenlampen ab dem Jahre 1912 eingeführt und erst im Jahre 1928 erweitert.

### Hausen
Hausen, früher Husun (bei den Häusern), existiert seit dem 8. Jahrhundert und wurde zwischen 937 und 957 schriftlich belegt. Die Ortschaft gehörte kirchlich und administrativ seit jeher zu Kirchheim. Heute hat der Gemeindeteil zwischen 300 und 400 Einwohnern.
Hausen grenzt direkt an den Hauptort Kirchheim, der Dorfcharakter ist jedoch weitgehend erhalten geblieben. Seit 1982 hat Hausen einen eigenen Maibaum, der vom Verein Maibaumfreunde Hausen im Ortszentrum aufgestellt wird.
Aus dem Dorf Hausen stammten Matthias Westermeier, Gründer der Kirchheimer Schäffler, und Toni Meyer, Gründer der Musikkapelle Kirchheim.
Hausen ist Deutschlands häufigster Ortsname, im Landkreis München gibt es nur eine Siedlung mit diesem Namen.

### Heimstetten

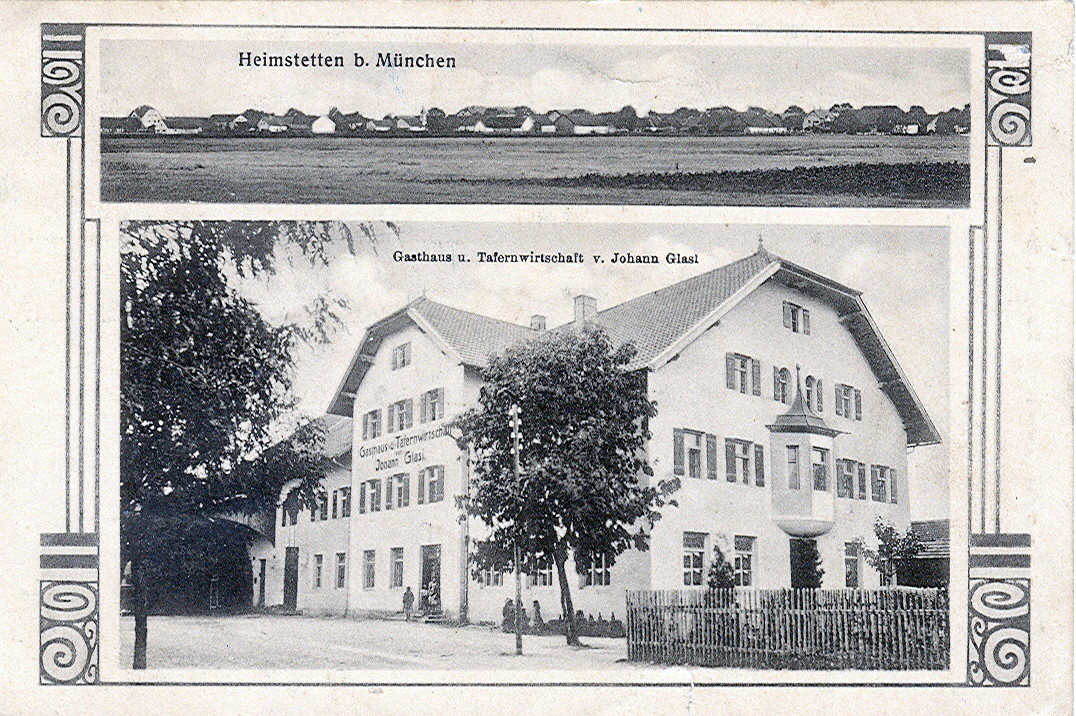
Gasthaus und Tafernwirtschaft von Johann Glasl auf einer Postkarte von 1918

Heimstetten wurde erstmals 1324 schriftlich in einer Urkunde genannt. In dieser Urkunde wird bezeugt, dass Konrad von Baierbrunn (Chunrat von Paybrunn) seinen Hof in Heimstetten samt dem Zehent an Martin Kazmair verkauft. Es wird aber davon ausgegangen, dass Heimstetten schon wesentlich früher bestanden haben dürfte.
Heimstetten (wie auch Kirchheim) wurde im Zuge der Verwaltungsreformen in Bayern 1818 eine selbstständige politische Gemeinde. Der Ort hatte bis 1960 aber immer unter 600 Einwohner, zur Zeit der Eingemeindung wurden 1684 Bürger gezählt. 1973 wurde der Gemeinde erstmals ein Wappen verliehen. Im Zuge der im Jahr 1976 verabschiedeten Gebietsreform wurde Heimstetten am 1. Mai 1978 in die Gemeinde Kirchheim bei München eingegliedert.
Die Eisenbahnstrecke München–Neuötting wurde am 1. Mai 1871 eröffnet, Heimstetten bekam zum 1. Mai 1897 einen „Halteplatz für den Vorortverkehr“. 1907 wurde diesem wegen „des starken Verkehrsaufkommens“ eine Bahnhofswirtschaft beigefügt. Im Jahr 1972 wurde die Haltestelle nach Umbau Station der S-Bahn München – eine der Hauptursachen für die spätere starke Zunahme der Einwohnerzahl.

### Religionen
Kirchheim und Heimstetten waren ursprünglich rein katholisch. Erst zur Zeit Napoleons Anfang des 19. Jahrhunderts kamen mit den sogenannten Überrheinern (Flüchtlinge aus den durch Napoléon Bonaparte besetzten linksrheinischen Gebieten Deutschlands) auch evangelische Christen in das Gemeindegebiet. Bis 1985 mussten sie nach Feldkirchen in die dortige evangelische Kirche gehen. Seit den 1960er Jahren leben auch Muslime in Kirchheim.

### Einwohnerentwicklung
Zwischen 1988 und 2018 wuchs die Gemeinde von 11.649 auf 12.806 um 1.157 Einwohner bzw. um 9,9 % – nach Gräfelfing der geringste prozentuale Zuwachs im Landkreis im genannten Zeitraum.
Eine Auswahl der Einwohnerentwicklung seit 1840 von Kirchheim, seit 1978 inkl. Heimstetten
| Jahr | Einwohner |
| ---- | --------- |
| 1840 | 253       |
| 1871 | 293       |
| 1900 | 375       |
| 1925 | 379       |
| 1945 | 354       |
| 1960 | 545       |
| 1966 | 787       |
| 1970 | 1.009     |
| 1978 | 3.510     |
| 1985 | 10.486    |
| 1990 | 12.070    |
| 1995 | 12.555    |
| 2000 | 12.323    |
| 2005 | 12.102    |
| 2010 | 12.240    |
| 2022 | 13.758    |
| 2023 | 14.030    |

## Politik

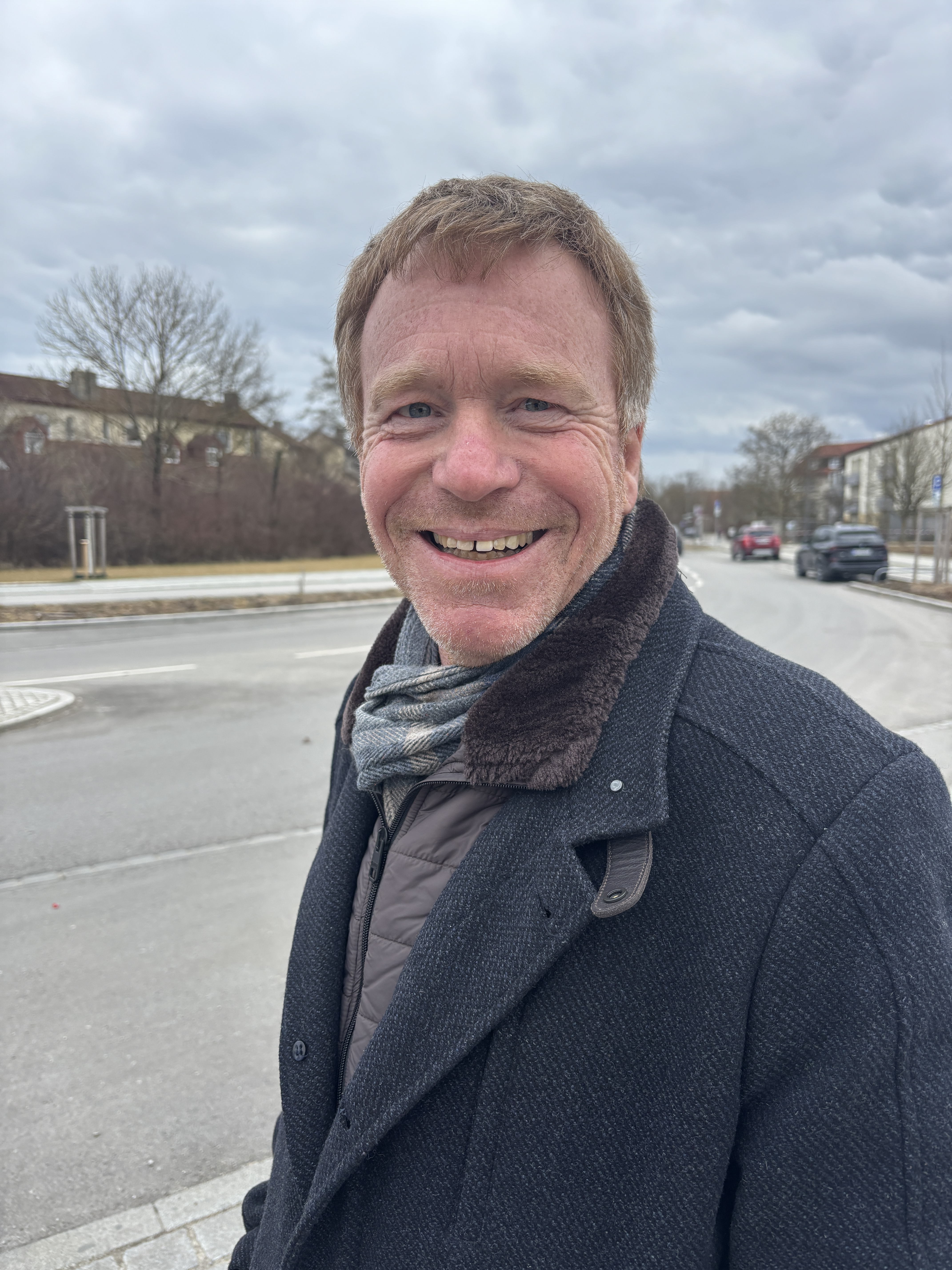
Stephan Keck (2025)

### Bürgermeister
Hauptamtlicher 1. Bürgermeister war von 1990 bis 2014 der Stadtplaner Heinz Hilger. Am 1. Mai 2014 übernahm Maximilian Böltl (CSU) das Amt, der am 15. März 2020 mit 74,9 % bestätigt wurde. Nachdem Böltl im Herbst 2023 Abgeordneter im Bayerischen Landtag geworden war, übernahm sein Stellvertreter Stephan Keck bis zur Neuwahl des Ersten Bürgermeisters die Geschäfte. Bei der Wahl am 25. Februar 2024 erreichte Stephan Keck 83,5 Prozent der gültigen Stimmen und ist seit 27. Februar 2024 Erster Bürgermeister von Kirchheim bei München.
Für frühere Bürgermeister der Gemeinde Kirchheim b. München siehe: Liste der Bürgermeister von Kirchheim bei München

Für die Bürgermeister der Gemeinde Heimstetten siehe: Liste der Bürgermeister von Heimstetten

### Gemeinderat
Die Tabelle zeigt die Sitzverteilungen seit 1978 jeweils zu Beginn der jeweiligen Wahlperiode:
| Jahr | CSU | SPD | FDP | Grüne | ödp   | VFW | NK    | LWK   | Unabh. | JU    |
| ---- | --- | --- | --- | ----- | ----- | --- | ----- | ----- | ------ | ----- |
| 1978 | 7   | 4   | 2   | n. a. | n. a. | 3   | n. a. | n. a. | 0      | n. a. |
| 1984 | 10  | 6   | 1   | 1     | n. a. | 2   | n. a. | n. a. | 0      | n. a. |
| 1990 | 8   | 4   | 1   | 2     | n. a. | 6   | 3     | n. a. | 0      | n. a. |
| 1996 | 9   | 4   | 1   | 2     | 1     | 7   | n. a. | n. a. | 0      | n. a. |
| 2002 | 10  | 4   | 2   | 1     | 1     | 5   | n. a. | n. a. | 1      | n. a. |
| 2008 | 7   | 4   | 1   | 1     | 1     | 7   | n. a. | 3     | 0      | n. a. |
| 2014 | 10  | 7   | 1   | 2     | 1     | 2   | n. a. | 1     | 0      | n. a. |
| 2020 | 9   | 4   | 2   | 4     | n. a. | 2   | n. a. | n. a. | 0      | 3     |

n. a. = bei dieser Wahl nicht angetreten
Quelle: verschiedene Ausgaben der Broschüre Kirchheim von A–Z

### Wappen
Im Zuge der Gebietsreform wurden die beiden Wappen der Gemeinden Kirchheim und Heimstetten vereint. Die linke Hälfte entspricht dem Wappen der Gemeinde Kirchheim, die rechte dem der Gemeinde Heimstetten.

#### Wappen der Gemeinde Kirchheim
Geteilt von Blau und Gold, oben silberne Windfahne, unten rotes Andreaskreuz. Das Kreuz weist auf die seit 1098 bestehende Grundherrschaft des Stiftes St. Andrä hin. Die Windfahne geht auf eine Geschichte zurück, nach der vier Bauern (die vier Windigen von Kirchheim) Anfang des 19. Jahrhunderts eine goldene Windfahne für den Kirchturm stifteten.

#### Wappen der Gemeinde Heimstetten
Geteilt von Gold und Schwarz, oben rotes Schwert und roter Palmenzweig, unten drei silberne Leisten.
Das Wappen soll durch die Farben gelb und schwarz die Beziehung zu München symbolisieren und an den Regensburger Bischof St. Emmeram erinnern, dessen Märtyrer-Attribute die Palme und das Schwert waren. Die silbernen Leisten wurden aus dem Wappen der Baierbrunner übernommen. Konrad IV. von Baierbrunn verkaufte 1324 seinen Kirchheimer Hof samt Zehent an den Münchner Bürger Martin Katzmair und schenkte 1328 dem Kloster Anger seine zwei Höfe in Heimstetten.

### Gemeindepartnerschaften
Seit dem 26. September 1998 besteht eine Partnerschaft mit der italienischen Gemeinde Caramanico Terme. Seit Anfang 2006 besteht auch eine Partnerschaft mit der ungarischen Gemeinde Páty.
Seit 1992 besteht eine kommunale Freundschaft mit der Gemeinde Boxdorf, einem Vorort von Dresden, heute Großgemeinde Moritzburg. Mit der Gemeinde Boxdorf wurde nach der Maueröffnung u. a. eine Verwaltungshilfe durchgeführt. Die Partnerschaft schlief dann ab 1996 wieder ein und wurde 2018 zur 40-Jahr-Feier der Gebietsreform in Kirchheim wieder aufgeweckt.

### Neue Ortsmitte
Seit mehr als 30 Jahren arbeitet Kirchheim (anfangs die eigenständigen Gemeinden Kirchheim und Heimstetten) daran, eine neue Ortsmitte (früher „Ortszentrum“) zu erstellen. Erster Schritt war die Errichtung der Grund- und Mittelschule I (damals Grund- und Teilhauptschule) in der Mitte zwischen den damals noch selbstständigen Gemeinden Kirchheim und Heimstetten im Jahr 1971. Langjährige Planungen folgten. Im Jahre 1989 wurde dazu der damalige Bebauungsplan 61 beschlossen. Im Jahr 1990 brachten die Kommunalwahlen eine wesentliche Änderung der Kräfteverhältnisse im Gemeinderat von Kirchheim, was dazu führte, dass sich der neue Gemeinderat mehrheitlich gegen die bisherige Planung entschied. Es kam zu einer völligen Neuplanung der Ortsmitte, die zwischenzeitlich u. a. eine Überdeckelung der Staatsstraße 2082, die zwischen den Gemeindeteilen Kirchheim und Heimstetten hindurchführt, vorsah. Nach weiteren Um- und Neuplanungen – u. a. wurde die Überdeckelung der Staatsstraße aus Kostengründen wieder aus den Planungen gestrichen – stellte der Kirchheimer Gemeinderat das Bauleitplanverfahren im Dezember 2012 ein.
Im Jahr 2014 befasste sich der neu gewählte Gemeinderat mit der Ortsentwicklungsplanung, die im Herbst 2009 durch Bürgerbeteiligung und Kommunalpolitiker entstand. Eine Arbeitsgruppe, bestehend aus den Gemeinderatsmitgliedern und dem ersten Bürgermeister, konkretisierte die Planung. Es entstand das Strukturkonzept Kirchheim 2030, das im Oktober 2016 im Gemeinderat beschlossen wurde. Die Planungsidee sieht die Verknüpfung der Gemeindeteile Kirchheim und Heimstetten durch einen Ortspark vor. Um den Park mit öffentlichen Bildungseinrichtungen und Kultur- und Erholungsmöglichkeiten herum soll neuer Wohnraum geschaffen werden. Zudem wurden Verkehrslösungen u. a. für die Kreuzung der Staatsstraße St 2082 und dem Heimstettener Moosweg entwickelt. Um die Zustimmung der Bürger für das Strukturkonzept zu sichern, kam es am 24. September 2017 zusammen mit der Bundestagswahl zum Bürgerentscheid über das Konzept, dem letztendlich zugestimmt wurde.

## Kultur und Sehenswürdigkeiten
Siehe auch: Liste der Baudenkmäler in Kirchheim bei München und Liste der Bodendenkmäler in Kirchheim bei München

### Museen
Das Freilichtmuseum Bajuwarenhof Kirchheim gibt einen lebendigen Einblick in das bäuerliche Leben des frühen Mittelalters.

### Musik
Die bekannteste Musikgruppe aus Kirchheim ist die von Toni Meyer gegründete Musikkapelle Kirchheim, welcher auch die Städtepartnerschaft mit Caramanico Terme zu verdanken ist. Daneben gibt es auch die Hausner Big Band und einen Männergesangverein sowie verschiedene Jugend-Bands.

### Parks
In Kirchheim soll im Rahmen der neuen Ortsmitte ein sogenannter Grünzug entstehen. Noch besteht er allerdings größtenteils aus Ackerland. Bereits um 1970 wurden im Gemeindegebiet Hecken angelegt als Windbrecher und Biotope.
Bereits vorhanden ist die Räterwiese im Zentrum vom Heimstetten, mit Basketballplatz, Fußballplatz und einer großen Grünfläche. In der gesamten Ortschaft sind mehrere Kinderspielplätze verteilt, der größte davon ist der „Abenteuerspielplatz“ in Nähe des Altenwohnheims.
Ein weiterer Naherholungsraum ist der Heimstettener See (im Volksmund „Fidschi“ genannt), der sich nur noch zum Teil im Ortsgebiet befindet.

### Bauwerke
Unter Denkmalschutz stehen:
- Kapelle St. Ulrich (Heimstetten)
- Meilerhaus (Heimstetten)
- Wegkreuz an der Bahnhofstraße (Gusseisen um 1900) (Heimstetten)
- Pfarrkirche St. Andreas (Kirchheim bei München)
- Wegkreuz an der Heimstettener Straße (Gusseisen, 19. Jahrhundert) (Kirchheim)

### Denkmäler
In Kirchheim gibt es Denkmäler für die Gefallenen des Ersten Weltkriegs im Kirchenportal und für die Gefallenen des Zweiten Weltkriegs an der Westseite der Friedhofsmauer. In Heimstetten befindet sich ein Kriegerdenkmal für die Gefallenen beider Weltkriege an der Ostseite der Ulrichskapelle.

### Kirchen

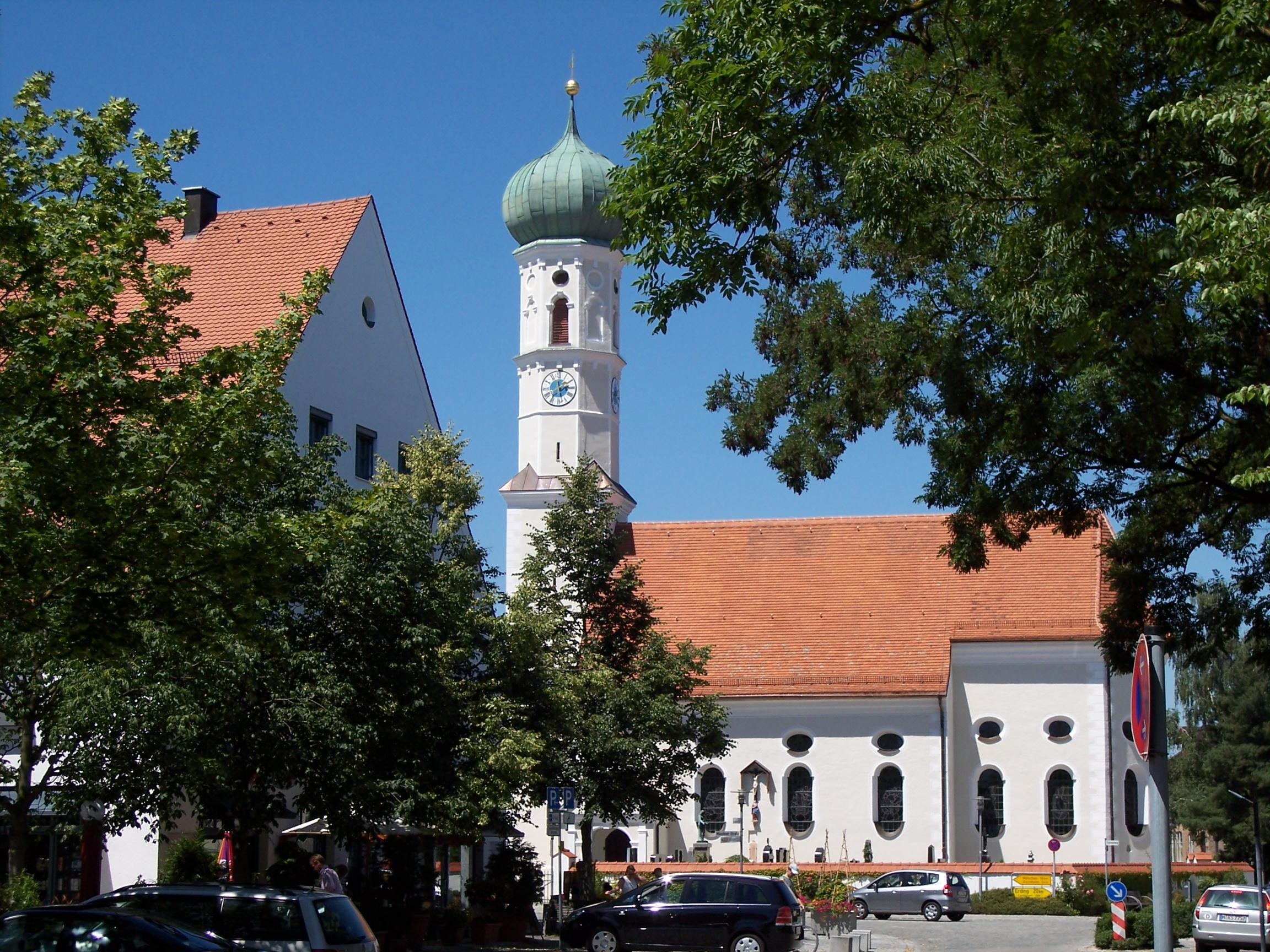
Katholische Pfarrkirche St. Andreas in Kirchheim

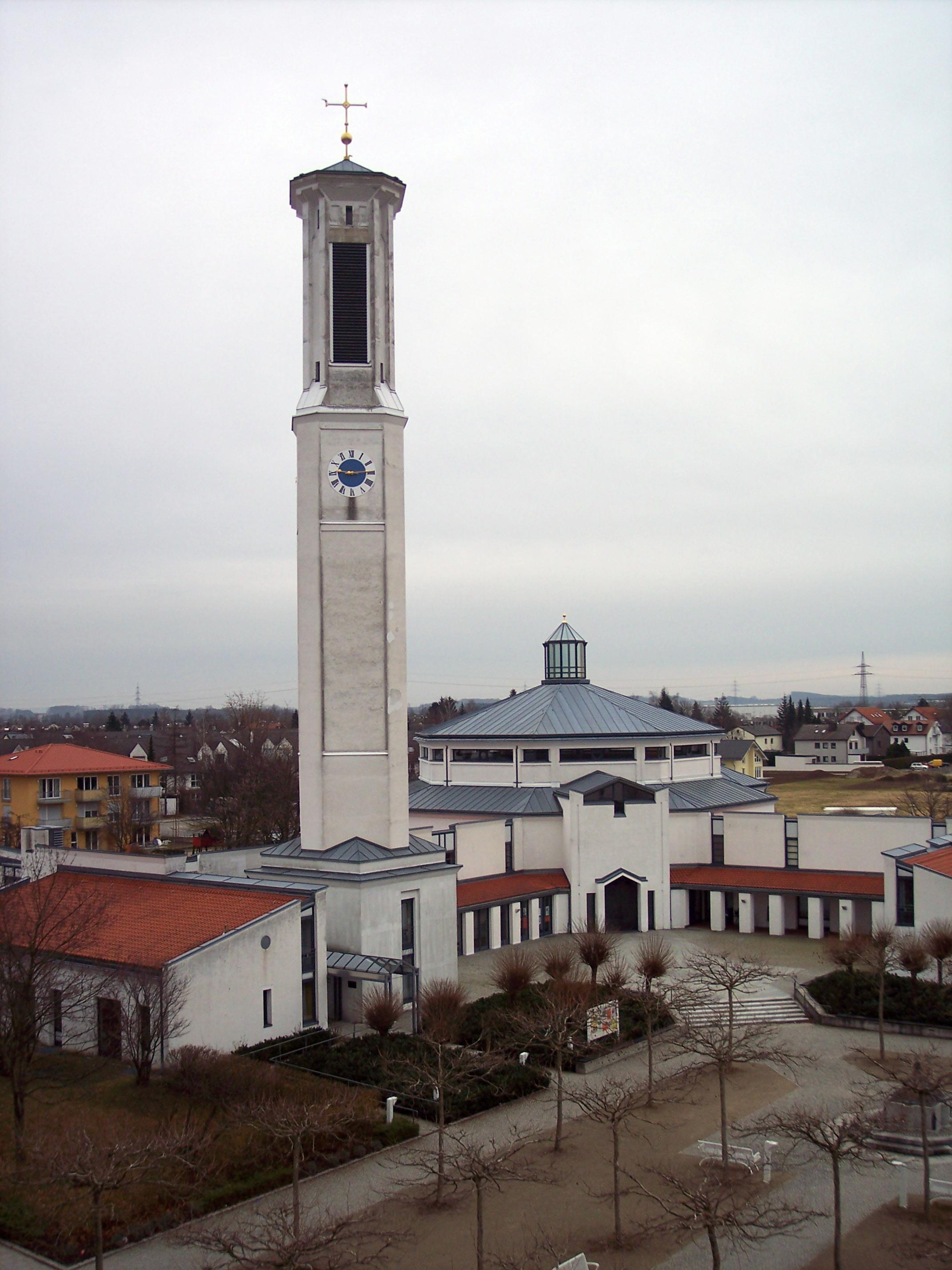
Die Katholische Kirche St. Peter von Heimstetten, erbaut 1991, Architekt Alexander von Branca

Die älteste Kirche ist die St.-Andreas-Kirche, die im Jahre 1671 errichtet wurde. Sehenswert ist der Rokoko-Altar aus dem Jahre 1770. Die Cantate-Kirche wurde im Mai 1985 eingeweiht und die St.-Peter-Kirche wurde am 30. Juni 1991 durch Friedrich Kardinal Wetter geweiht. In Heimstetten gibt es noch die Kapelle St. Ulrich, die am 14. Oktober 1895 fertiggestellt und am 19. Juli 1896 geweiht wurde. Es gibt Bestrebungen, im Ortsteil Heimstetten auf einem Grundstück an der Räterstraße eine weitere evangelische Kirche zu errichten.

### Sport
Der Sportpark Heimstetten ist die Heimat des SV Heimstetten. Die erste Fußballmannschaft spielte von 2012 bis 2015 in der viertklassigen Regionalliga Bayern und spielte nach dem Aufstieg 2018 bis 2023 erneut in dieser, ehe die erste Fußballmannschaft erneut in die Bayernliga abstieg. Der Sportpark liegt mit einer Fläche von 80.000 m² direkt an der Autobahn A 99. Er ist im Jahre 2001 eröffnet worden und umfasst drei Fußballplätze (ein Trainingsplatz, das Stadion selbst sowie ein Kunstrasenplatz), zehn Tennisplätze sowie ein Beachvolleyballfeld. Ebenso befindet sich dort das Vereinslokal „Zum Kelten“. In der Saison 2019–21 nutzte der Regionalligakonkurrent Türkgücü München als Untermieter ebenfalls das Stadion.
Im Hauptort befinden sich die Sportanlage des Kirchheimer Sportclubs, der „Merowinger Hof“, eine Tennisanlage des TC Kirchheim sowie eine Minigolfanlage. Die Fußballer des Kirchheimer SC spielen in der Saison 2023/24 in der Bayernliga Süd. Durch den Aufstieg des Kirchheimer SC in die Bayernliga kam es am 22. Juli 2023 zum Derby zwischen dem SV Heimstetten und dem Kirchheimer SC, welches der SVH vor 1.400 Zuschauern im Sportpark mit 1:0 gewann. Auch das Rückspiel in Kirchheim gewann der SV Heimstetten mit 1:3. 
Im Gemeindeteil Hausen gibt es keinen Sportverein.
In Heimstetten steht mit dem OCR Munich eines der zwei OCR-Trainingsgelände in Bayern.

### Regelmäßige Veranstaltungen
In jedem Jahr gibt es mehrere Feierlichkeiten in Kirchheim. Am namhaftesten ist das Dorffest, das in Kirchheim im Bereich des alten Ortskerns jedes Jahr im Juni/Juli stattfindet. Seit 2001 veranstaltet der Burschenverein Kirchheim am Ostersonntag den Ostertanz, der zu den größten Festen der Gemeinde zählt. Weiters gibt es noch den großen Faschingsball der alljährlich von der Kirchheimer Feuerwehr im Feuerwehrhaus veranstaltet wird.
Im Räterzentrum finden ebenfalls jedes Jahr mehrere Veranstaltungen, wie das Räterfest und der Christkindlmarkt, statt.
Kirchheim VOKAL ist eine Veranstaltungsreihe mit vier Events, bei denen die Stimme im Vordergrund steht. Gestartet ist diese Reihe im Frühsommer 2016. Jedes Jahr um diese Zeit kann man sich bei Chor- und Sologesang, a cappella, Beatbox und vielem mehr von der Musik der menschlichen Stimme beeindrucken lassen.
Den Kirchheimer Kulturherbst gibt es seit 2015. Jedes Jahr steht er unter einem anderen Motto. Unterschiedliche Veranstaltungen wie Kabarett, Lesungen, Vorträge und Musik stehen hier auf dem Programm.

### Landesgartenschau
Vom 15. Mai bis zum 6. Oktober 2024 fand in Kirchheim die 35. Landesgartenschau statt. Das Motto lautet Zusammen.Wachsen. Veranstaltungsort ist ein neuer, mehr als 10 ha großer Ortspark zwischen den bislang räumlich getrennten Gemeindeteilen Kirchheim und Heimstetten.

## Wirtschaft und Infrastruktur

### Wirtschaft
Kirchheim verfügt über zwei Gewerbegebiete. Kirchheim I befindet sich im Gemeindeteil Kirchheim, west-/ östlich der St 2082. Über diese ist es an die A99 angeschlossen, während die Buslinie 262 für eine Anbindung an das S- und U-Bahn-Netz sorgt. Kirchheim II liegt im Gemeindeteil Heimstetten. Das Gebiet wird im Norden durch die S-Bahn-Linie 2 begrenzt und verfügt so über einen direkten S-Bahn-Anschluss. Im Süden wird es durch die Kreisstraße M 1 begrenzt, über die es mit der Bundesautobahn 94 nahe dem Autobahnkreuz München-Ost verbunden ist. Angesiedelt haben sich in Kirchheim neben kleinen und mittelständischen sowohl bekannte Unternehmen wie etwa Willy Bogner oder die Huber Group als auch High-Tech-Unternehmen wie techsat, SpaceNet oder Disco Hi-Tec. Ebenso ist auch das Unternehmen genua angesiedelt, welches laut BSI die einzige „High-resistance Firewall“ der Welt herstellt.

#### Smart-City-Projekt
Seit 2018 arbeitet Kirchheim an einem eigenen Smart-City-Projekt. Ziel ist es, innovative Ansätze zu entwickeln, die die Lebensqualität der Bürger im Ort sowie die Wettbewerbsfähigkeit der Gemeinde und der ansässigen Wirtschaft zu verbessern. Im September 2020 wurde die Gemeinde vom Bundesinnenministerium in das Förderprogramm „Smart Cities Made in Germany“ als Modellprojekt Smart City aufgenommen. Damit erhält die Kommune 2,45 Millionen Euro über drei Jahre, um gemeinsam mit ansässigen Unternehmen und Forschungseinrichtungen neue Smart-City-Lösungen zu entwickeln.

### Verkehr

#### Straßenverkehr
Zwischen den beiden Gemeindeteilen Kirchheim und Heimstetten verläuft die Staatsstraße 2082, die die Gemeinde u. a. an den Autobahnring A 99 anbindet. Im weiteren Verlauf verbindet sie Kirchheim mit der Messestadt im Westen und Erding im Osten. Die trennende Wirkung der Staatsstraße sollte mit dem Bau der Neuen Ortsmitte überwunden werden. Kirchheim und Heimstetten sind mittels zweier Straßen sowie einer Fußgängerbrücke verbunden. Der Lärmbelastung durch Staatsstraße sowie Autobahnring wurde an mehreren Stellen mit Lärmschutzwällen entgegengewirkt. Im Süden unterhalb des Gewerbegebiets Kirchheim II verläuft die Kreisstraße M 1, die die Gemeinde an die A 94 anbindet.

#### Eisenbahn
Durch das Gemeindegebiet verläuft die Bahnstrecke München–Simbach, die im Gemeindeteil Heimstetten einen Haltepunkt hat. Der Haltepunkt Heimstetten wird im 20-Minuten-Takt durch die Linie S 2 der S-Bahn München bedient, die von Petershausen und Altomünster über München und Markt Schwaben nach Erding verkehrt.
| Linie | Linienverlauf |
| ----- | --- |
| S2    | Petershausen – Vierkirchen-Esterhofen – Röhrmoos – Hebertshausen – Dachau / Altomünster – Kleinberghofen – Erdweg – Arnbach – Markt Indersdorf – Niederroth – Schwabhausen – Bachern – Dachau Stadt – Dachau – Karlsfeld – Allach – Untermenzing – Obermenzing – Laim – Hirschgarten – Donnersbergerbrücke – Hackerbrücke – Hauptbahnhof – Karlsplatz (Stachus) – Marienplatz – Isartor – Rosenheimer Platz – Ostbahnhof – Leuchtenbergring – Berg am Laim – Riem – Feldkirchen – Heimstetten – Grub – Poing – Markt Schwaben – Ottenhofen – St. Koloman – Aufhausen – Altenerding – Erding |

#### Bus
Kirchheim wird durch vier Regionalbuslinien des MVV erschlossen.
| Linie | Linienverlauf                                                                                              | Verkehrsunternehmen       |
| ----- | --- | ------------------------- |
| X203  | Furth (S) – Taufkirchen, Hugo-Junkers-Straße – Putzbrunn – Haar (S) – Heimstetten (S)                      | Geldhauser und Ettenhuber |
| 262   | Messestadt Ost (U) – Feldkirchen – Kirchheim – Pliening – Neufinsing                                       | Ettenhuber                |
| 263   | Messestadt West (U) – Riem (S) Dornach – Aschheim – Kirchheim – Heimstetten (S) Nord – Feldkirchen (S)     | Ettenhuber                |
| 463   | Markt Schwaben (S) – Pliening – Kirchheim / Grub (S) Nord – Poing (S) Nord – Pliening – Markt Schwaben (S) | RVO                       |

### Collegium 2000
Seit 2001 gibt es in Kirchheim ein Senioren- und Pflegeheim „Collegium 2000“. Dort leben etwa 100 ältere Menschen. Ein Teil des Heims besteht aus sogenannten betreuten Wohnungen. Der andere Teil ist die Pflegeabteilung, in der pflegebedürftige Personen betreut werden. Ebenfalls im Gebäude des Collegium 2000 untergebracht sind der Hospizverein und das Familienzentrum Kirchheim.

### Jugendeinrichtungen
Kirchheim und Heimstetten verfügen über viele verschiedene Jugendeinrichtungen, davon ist die größte das Jugendzentrum Kirchheim, das sich im Heimstettener Ortsteil befindet. Hier finden öfters Konzerte und Partys statt sowie ein täglicher Betrieb. Weiterhin bestehen viele Jugendcafés, die von ehrenamtlichen Jugendlichen geführt werden. Dazu gehören das Cafe Zufall, CuBar und das 2011 neu gegründete Café Y für 14- bis 16-jährige, in dem kein Alkohol verkauft wird.
Die beiden sehr beliebten Treffpunkte Cafe Wohnzimmer und Cafe Underground wurden in den letzten Jahren aufgrund von Ruhestörungen geschlossen.
Eine Besonderheit in Kirchheim ist das selbst verwaltete Jugendzentrum, das sogenannte „Rülps“, geführt von dem Jugendverein Rülps e. V. Hier werden viele Punk- und Alternativkonzerte veranstaltet. Das Rülps wird oft als das „etwas andere“ Jugendheim betrachtet und die Einrichtung hat sich innerhalb der Gemeinde bewährt und ist mittlerweile im ganzen Münchener Umland bekannt.
Seit Mitte 2008 war dieses Jugendzentrum vorläufig geschlossen worden. Dies geschah aus Sicherheitsgründen wegen der etwa zwanzig Jahre alten Elektroinstallationen durch das Ordnungsamt Kirchheim mit sofortiger Wirkung. Das Betreten wurde unter Androhung von Bußgeld untersagt. Die Sanierung der Elektroanlagen konnte das Rülps nicht selbst übernehmen, deswegen blieb das Jugendzentrum geschlossen und wurde im Herbst 2010 abgerissen. Der weiterhin bestehende Verein Rülps e. V. wurde in Kellerräumen des Jugendzentrums untergebracht und veranstaltet dort seit Frühjahr 2012 wieder regelmäßig Konzerte, Lesungen und Partys.

### Bürgerhaus
Um 1904 wurde das Gasthaus Glasl in Heimstetten gebaut. Als Tafernwirtschaft besaß die später als „Alter Wirt“ bezeichnete Gaststätte über das reine Schankrecht hinaus diverse Privilegien wie Herbergs-, Brau-, Brenn- und Backrechte. Auch durften „festliche Mähler“ ausgerichtet werden, etwa bei Hochzeiten oder Todesfällen. Damit fungierte das Gasthaus mit seinem typischen Kastaniengarten als gesellschaftlicher Mittelpunkt der Dorfbewohner. Dieser Status spiegelt sich in der zentralen Lage an der Kreuzung der Hauptstraße mit der Feldkirchner Straße und gegenüber der St. Ulrichskapelle wider. Eine Gaststätte beherbergt das stattliche Gebäude seit 1963 nicht mehr. Stattdessen wurde es als Büro, Lager und Wohnung genutzt. 2014 hat die Gemeinde Kirchheim das geschichtsträchtige Anwesen erworben. Nach einer Generalsanierung dient es nun als Bürgerhaus und somit als kommunaler Treffpunkt. Neben einem Veranstaltungssaal für etwa 200 Personen beherbergt das Bürgerhaus unter anderem auch das „Kleidercafé“ und dient als integrativer Treffpunkt und Ausstellungsort.

### Bildung

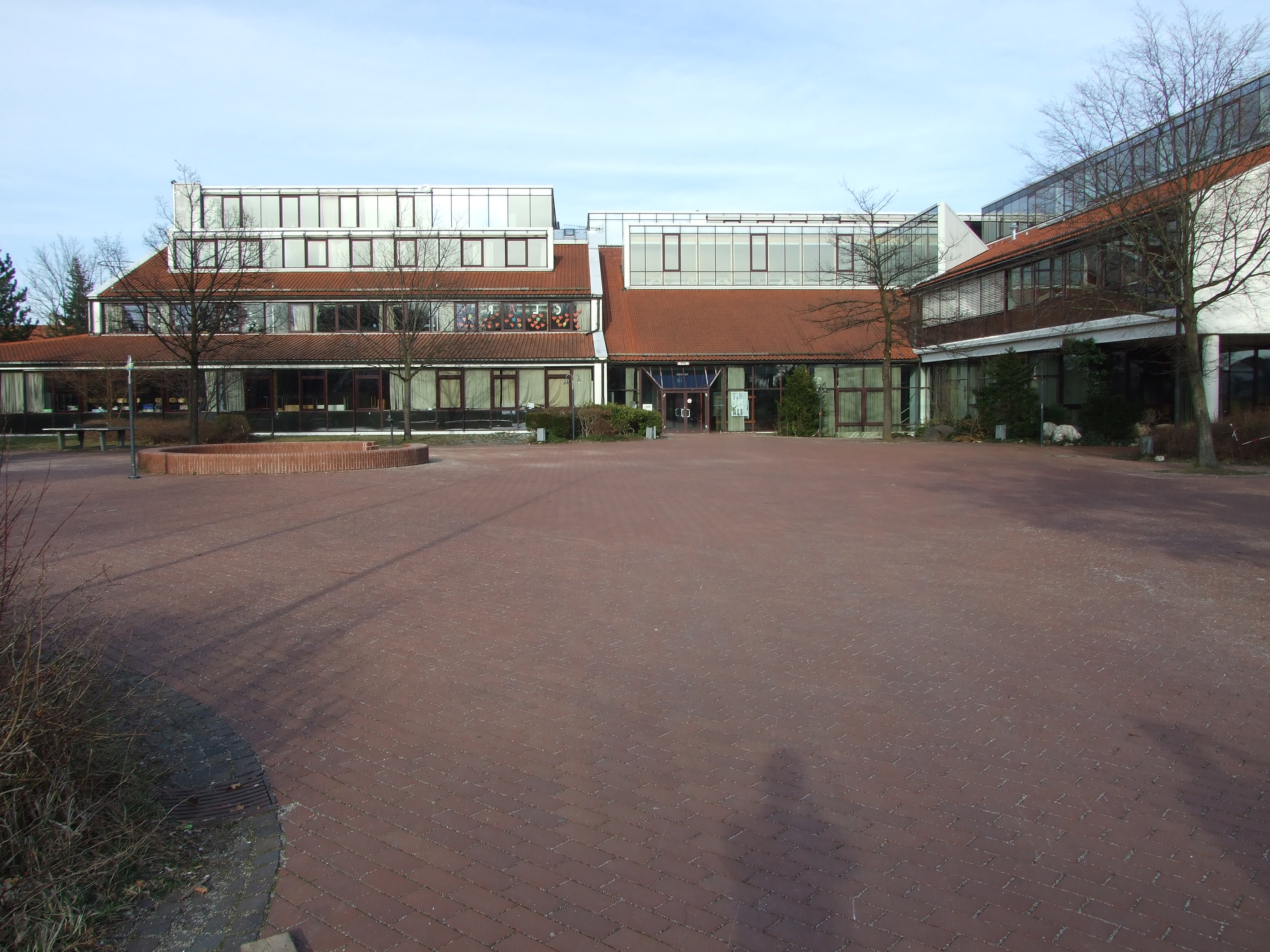
Haupteingang des Gymnasiums der Gemeinde Kirchheim bei München

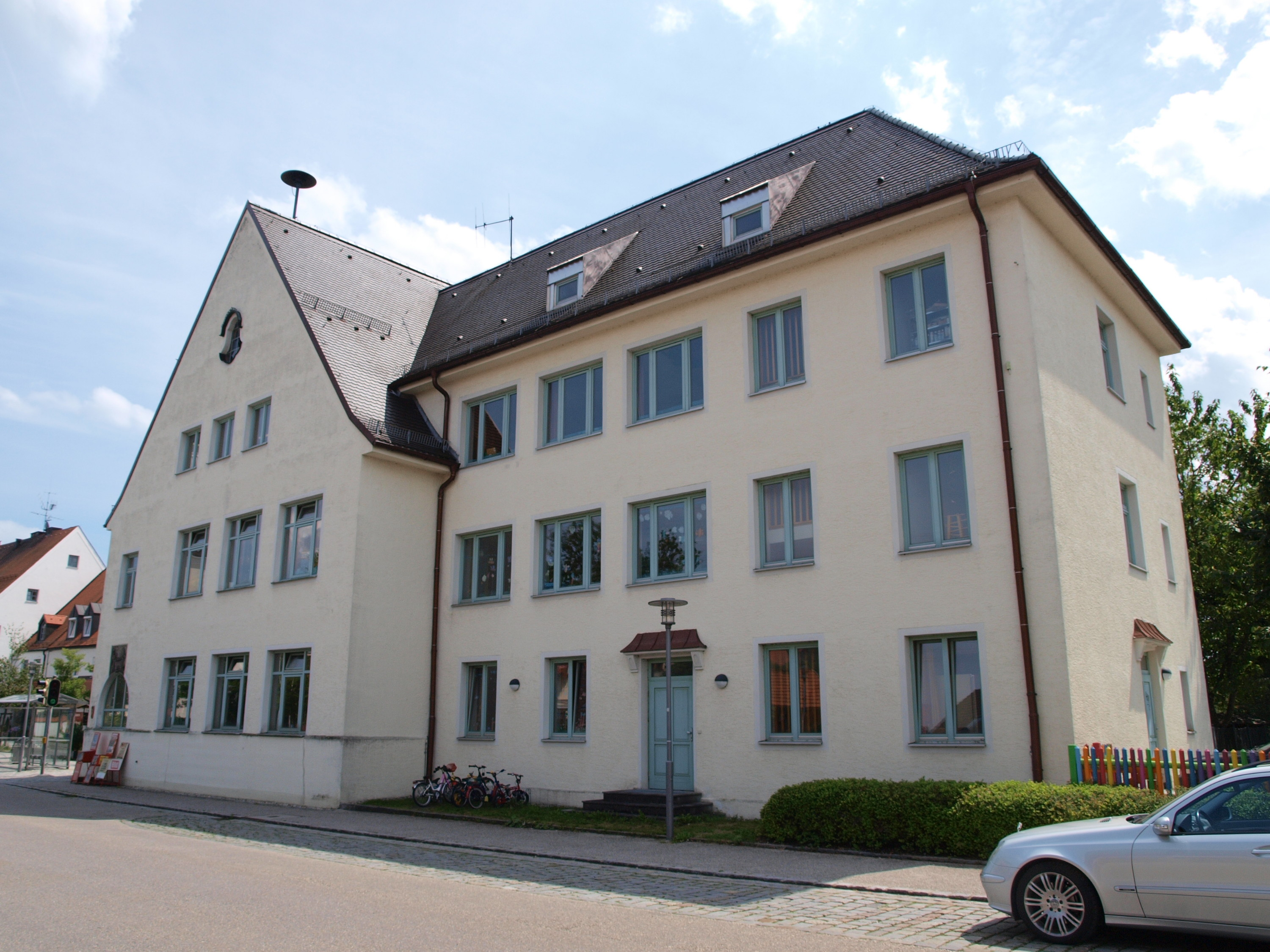
Kindergarten St. Andreas, von 1874 bis 1971 die Schule des Ortes

Ursprünglich wurden die Kinder aus Kirchheim, Heimstetten, Hausen und weiteren umgebenden Orten, soweit sie überhaupt zum Unterricht gingen, vom Eremiten der Einsiedelei St. Emmeram (gelegen an der Gemeindegrenze Heimstetten/Feldkirchen) unterrichtet. Der letzte Eremit, Frater Humpmayr, starb 1804 mit 81 Jahren, und das Kloster wurde säkularisiert. Die Kinder aus Kirchheim wurden danach mehr schlecht als recht von verschiedenen Personen unterrichtet, unter anderem vom Maurer von Kirchheim in dessen Stube, doch die war so eng, dass, wie Pfarrer Joseph Sagstätter berichtete, einige der Schüler sogar im Hühnerstall des Maurers sitzen mussten. Obgleich schon bald Pläne zum Bau eines Schulhauses gemacht wurden, dauerte es doch bis 1836, bis endlich ein Haus neben der Kirche (an der Stelle des heutigen Rathauses) angekauft und mit einem Ziegeldach versehen wurde. Das Haus war jedoch feucht und klamm, so dass die jeweiligen Schulmeister häufig erkrankten und oft wechselten. Das Schulhaus wurde auch zu klein, so dass ab 1872 wieder Planungen für ein neues Schulhaus aufgenommen wurden. Im Jahr 1874 wurde dann gegenüber der bestehenden Schule die neue Schule gebaut. Das alte Schulhaus wurde zum Armenhaus sowie zum Feuerwehrhaus. Das Schulhaus war zunächst einklassig mit darüber liegender Lehrerwohnung. 1886 wurde das Schulhaus aufgestockt und zweiklassig, 1911 wurde der Querbau mit einem neuen Eingangsbereich angebaut und die Schule 3-, später 4-klassig. Vor allem nach dem Zweiten Weltkrieg stieg die Schülerzahl wegen der Aufnahme zahlreicher Flüchtlinge im Schulsprengel stark an und ein Teil der Schüler musste im nebenan gelegenen Wirtshaus „Alter Wirt“ unterrichtet werden. Erst 1969 wurde der Bau einer neuen Schule, der Grund- und Teilhauptschule Kirchheim-Heimstetten, heute Grund- und Mittelschule Kirchheim, in Angriff genommen. 1971 wurde der erste Bauabschnitt mit zunächst 9 Klassenzimmern in Betrieb genommen, wobei die Schüler der 7. bis 9. Hauptschulklassen nach Feldkirchen (bei München) zur Schule gehen mussten. Zwei weitere Bauabschnitte folgten 1975 und 1979. Die alte Schule an der Münchner Straße wurde renoviert; dort residiert seither der Kindergarten St. Andreas. 1982 wurde die Grundschule II an der Martin-Luther-Straße eingeweiht, 1989 die Grundschule III an der Gruber Straße. Seit 1984 hat die Gemeinde ein Gymnasium an der Heimstettener Straße. Diese erhielt 2004/2005 sowie 2009/2010 jeweils einen Erweiterungsbau. Bevor das Gymnasium bestand, mussten die Gymnasiasten nach Markt Schwaben, Ismaning oder Haar ausweichen. Eine Realschule wurde vom gemeinsamen Zweckverband der Gemeinden Aschheim, Kirchheim und Feldkirchen, der auch das Gymnasium trägt, in der Gemeinde Aschheim eingerichtet. Seit 2021 wird gegenüber des alten Gymnasiums westlich der Heimstettener ein neues Gymnasium mit 49 Klassenräumen erbaut.

#### Gemeindebücherei
Die Gemeindebücherei Kirchheim befindet sich am Schlehenring 12. Neben den Ausleihmöglichkeiten von Büchern, CDs, DVDs, Spielen und E-Medien bietet die Bücherei auch zahlreiche Lesungen zu verschiedensten Themen an.